# NANOG
NANOG — транскрипционный фактор, участвующий в самообновлении недифференцированных эмбриональных стволовых клеток.

## Эмбриональные стволовые клетки
Ген Nanog экспрессируется в эмбриональных стволовых клетках и является основным фактором плюрипотентности. NANOG вместе с другими факторами POU5F1 (Oct-4) и SOX2 обеспечивает статус эмбриональных стволовых клеток. Эмбриональные стволовые клетки являются плюрипотентными, то есть могут дать начало любым типам клеток организма, дифференцироваться в три зародышевых листка и образовать энтодерму, эктодерму и мезодерму. Поэтому понимание механизмов, которые обеспечивают плюрипотентность является решающим для исследователей, изучающих стволовые клетки.

## История
Исследователи из Эдинбургского университета Остин Смит (Austin Smith) и Ян Чемберс (Ian Chambers) впервые охарактеризовали этот транскрипционный фактор в 2003 году. Независимо и одновременно с ними показали особую роль Nanog в эмбриональных стволовых клетках японские исследователи во главе с Синъя Яманака (Shinya Yamanaka). И хотя приоритета в открытии Nanog у британцев нет, своим необычным названием этот фактор обязан шотландцу по происхождению Яну Чемберсу. Ян Чемберс назвал его Nanog в честь кельтской мифической земли вечной юности — Тир на Ног. Он говорил: «Nanog, по-видимому, является главным геном, который заставляет эмбриональные стволовые клетки делиться в лаборатории. Он делает эти клетки бессмертными».

## Гены
Анализ задержанных в развитии эмбрионов показал, что их клетки экспрессируют маркеры плюрипотентности, гены OCT4, NANOG и REX1. Линии клеток, полученные из эмбриональных стволовых клеток человека также экспрессировали другие маркеры плюорипонетности: TRA-1-60, TRA-1-81, SSEA4, щелочная фосфатаза, TERT, REX1. Эти маркеры разрешают в условиях in vitro и in vivo дифференцировку в три зародышевых листка. Гены POU5F1 (OCT4), TDGF1 (CRIPTO), SALL4, LECT1, и BUB1 также относятся к генам, обеспечивающим самообновление и плюорипотентную дифференцировку.

## Белок
Белок NANOG человека состоит из остатков 305 аминокислот и имеет консервативный гомеодомен, облегчающий связывание с ДНК.
Белок состоит из N-концевого участка, гомеодомена и C-концевого участка. Как и у мыши, N-концевая часть человеческого белка богата остатками Ser, Thr и Pro.

## Текущие исследования

### Молекулярная биология
Повышенная экспрессия гена Nanog в эмбриональных стволовых клетках мышей вызывает самообновление в отсутствие фактора ингибирования лейкемии. В отсутствие Nanog мышиные эмбриональные стволовые клетки дифференцируются в висцеральные/париетальные листки энтодермы.
Потеря функции Nanog вызывает дифференцировку эмбриональных стволовых клеток в другие типы клеток.
Повышенная экспрессия Nanog в человеческих эмбриональных стволовых клетках обеспечивает их многократный пересев, при этом клетки остаются плюрипотентными. Нокдаун гена Nanog усиливает дифференцировку, и подтверждает роль этих факторов в самоподдержании эмбриональных стволовых клеток человека.
Показано, что супрессор опухолей p53 связывается с промотором гена NANOG и супрессирует его экспрессию после повреждения ДНК в мышиных стволовых клетках. p53 индуцирует дифференцировку эмбриональных стволовых клеток в другие типы клеток, что вызывает р53-зависимую задержку клеточного цикла и апоптоз.
Обнаружено, что важную роль в функционировании NANOG играет фосфорилирование, которое эволюционно консервативно у млекопитающих. Фосфорилированные молекулы NANOG способствуют процессам самообновления эмбриональных стволовых клеток, тогда как потеря фосфорилирования улучшает функционирование NANOG при перепрограммировании.

### Эволюционная биология
Геном человека и шимпанзе имеет десять общих псевдогенов NANOG, все они находятся в одинаковых местах: один — результат дупликации, и девять ретропсевдогенов. Эволюционные биологи считают NANOG и его псевдогены общими для людей и шимпанзе.